# Thainycteris
Thainycteris is een geslacht van zoogdieren uit de familie van de gladneuzen (Vespertilionidae). De wetenschappelijke naam van het geslacht werd in 1996 gepubliceerd door Kock & Storch.

## Soorten
Er worden 2 soorten in dit geslacht geplaatst:
- Thainycteris aureocollaris Kock & Storch, 1996
- Thainycteris torquata (Csorba & Lee Lingling, 1999)